# Les Zingari
Les Zingari est une éphémère série de bande dessinée franco-belge créée par Yvan Delporte (scénario) et René Follet (dessin), publiée entre 1971 et 1973 dans Le Journal de Mickey puis entre 1985 et 1987 dans Spirou, éditée en album par les éditions Loup/Hibou entre 2004 et 2010.
La série est terminée.

## Description
La série raconte les aventures, au milieu du XIXe siècle, d’une modeste famille de tziganes, Max, Carlo et Rita, accompagnés de leur loup apprivoisé, Lobo, sillonnant la France à bord d’une roulotte pour donner des représentations de cirque.
René Follet crée cette série en 1971 avec Yvan Delporte, qu'il avait connu alors que celui-ci était rédacteur en chef de Spirou, pour Le Journal de Mickey. Douze récits de 10 pages chacun sont publiés. Entre 1985 et 1987, les épisodes sont publiés à nouveau, cette fois dans Spirou, dans une version retouchée avec une nouvelle mise en couleurs, René Follet en profitant pour remanier certaines cases. L'intégralité des récits est publiée, en noir et blanc et tirages limités, par les éditions Loup/Hibou entre 2004 et 2010.

## Publication

### Dans des périodiques
- Le Journal de Mickey[3]

| Numéro | Titre                      | Année | n° de Mickey | nombre de pages |
| ------ | -------------------------- | ----- | ------------ | --------------- |
| 1      | La Cassette du grand–père  | 1971  | n° 1003      | 10              |
| 2      | La Demeure solitaire       | 1972  | n° 1034      | 10              |
| 3      | La Crue                    | 1972  | n° 1042      | 10              |
| 4      | Pierrot a disparu!         | 1972  | n° 1023      | 10              |
| 5      | Le fou du clocher          | 1972  | n° 1050      | 10              |
| 6      | Les nouveaux pensionnaires | 1972  | n° 1069      | 10              |
| 7      | Les Oiseaux noirs          | 1973  | n° 1076      | 10              |
| 8      | Le Cri du muet             | 1973  | n° 1083      | 10              |

- Spirou[4]

| Numéro | Titre                        | Année | n° de Spirou           | nombre de pages |
| ------ | ---------------------------- | ----- | ---------------------- | --------------- |
| 1      | La Cassette du grand–père    | 1985  | n° 2476 (+ couverture) | 10              |
| 2      | Pierrot a disparu!           | 1985  | n° 2477                | 10              |
| 3      | Le Fou du clocher            | 1985  | n° 2478                | 10              |
| 4      | Le Nouveau pensionnaire      | 1985  | n° 2479                | 10              |
| 5      | Les Oiseaux noirs            | 1985  | n° 2490                | 10              |
| 6      | La Demeure solitaire         | 1986  | n° 2497                | 10              |
| 7      | La Crue                      | 1986  | n° 2511                | 10              |
| 8      | Le Cri du muet               | 1986  | n° 2522                | 10              |
| 9      | La Jacquerie de Sainte–Croix | 1986  | n° 2527                | 10              |
| 10     | La Maîtresse du manoir       | 1986  | n° 2531                | 10              |
| 11     | Le Dernier loup              | 1987  | n° 2547                | 10              |
| 12     | Maison de campagne           | 1987  | n° 2568                | 10              |

### En albums
- Édition Loup/Hibou
Tirages limités à 1 000 exemplaires par tome, couvertures souples, noir et blanc

1. Tome 1, 2004  (ISBN 2-930283-70-X)
2. Tome 2, 2005  (ISBN 2-87453-006-9)
3. Tome 3, 2008  (ISBN 2-87453-021-2)
4. Tome 4, 2010  (ISBN 2-87453-034-4)